# Station Gutowiec
Station Gutowiec is een spoorwegstation in de Poolse plaats Gutowiec.